# 옛날 옛적에
옛날 옛적에는 관용구 중 하나로, 어떤 이야기가 시작되는 시점에서 말하는 표현이다. 그리고 그 이야기의 대부분 끝은 '그리고 행복하게 살았답니다.'로 끝난다. 각 언어별로 표현이 다르며, 대표적으로 영어는 'Once upon a time' (원스 어폰 어 타임)으로 시작한다.

## 언어별 목록
| 언어              | 서두 | 의미 | 맺음말 | 의미 |
| ----------------- | --- | --- | --- | --- |
| 알바니아어        | Na ishte një herë... | 옛날 옛적에... | Dhe ata jetuan lumtur pergjithmonë | 그리고 영원히 행복하게 살았답니다. |
| 아프리칸스어      | Eendag, lank gelede... | 옛날 옛날, 어느 날에... | Fluit, fluit, die storie is uit | 쉬, 쉬, 이야기는 끝났답니다. |
| 모로코 아랍어     | Hajitek ma jitek (حجيتك ما جيتك) | 무슨 일이 펼쳐질지 내가 말한 적이 있을것이다. | وخبيرتي مشات من واد لواد وانا بقيت مع الناس الجواد | 그렇게 내 이야기는 계곡을 따라 흘러 좋은 사람과 함께 나누었답니다. |
| 암하라어          | በድሮ ዘመን... | 옛날 옛적에... | ተረቴን መልሱ አፌን በዳቦ አብሱ:: | 내 이야기는 끝났으니 나에게 빵을 주시오. |
| 아랍어            | kān yā mā kān, fī qadīmi-z-zamān, wa-salifi-l-‘aṣri wa-l-’awān... (كان يا ما كان،في قديم الزمان، وسالف العصر والأوان) | 오, 가장 오래된 시대와 시대에 그것이 있었답니다. | tuta tuta, khalaset al haduta... (توتة توتة, خلصت الحدوتة) | 투타, 투타, 이야기는 끝났답니다. (투타는 이 맥락에서는 의미가 없다.) |
| 동아르메니아어    | Լինում է, չի լինում... (Linum e, chi linum) | 일어나는 일도 있고, 일어나지 않는 일도 있답니다... | Երկնքից երեք խնձոր է ընկնում՝ Մեկը գրողին, մեկը պատմողին, մեկն էլ լսողին: (Yerknkits yereq khndzor e ynknum` Meky groxin, meky patmoxin, mekn el lsoxin) | 하늘에서 사과 3개가 떨어졌습니다. 하나는 작가의 것, 하나는 이야기꾼의 것, 하나는 당신의 것이었답니다. |
| 서아르메니아어    | Կայ ու չկայ (Gar u chgar) | 일어나는 일도 있고, 일어나지 않는 일도 있답니다... | Երկինքէն երեք խնձոր կ՚իյնայ՝ Մէկը գրողին, մէկը պատմողին, մէկն ալ լսողին: (Yerginken yerek khntsor giyna` Megu kroghin, megu badmoghin, megn al lsoghin) | 하늘에서 사과 3개가 떨어졌습니다. 하나는 작가의 것, 하나는 이야기꾼의 것, 하나는 당신의 것이었답니다. |
| 아삼어            | বহুত দিনৰ আগত... (Bahut dinor aagot...) | 오래 전에... | 불명 | 불명 |
| 아스투리아스어    | Ello yera una vez... | 옛날 옛적에... | Y con esto acabóse'l cuentu. | 그리고 이야기는 끝났답니다. |
| 아제르바이잔어    | Biri var idi, biri yox idi... | 일어나는 일도 있고, 일어나지 않는 일도 있답니다... | 불명 | 불명 |
| 바스크어          | Bazen behin... | 옛날 옛적에... | ...eta hala bazan ala ez bazan, sar dadila kalabazan eta atera dadila ...-ko plazan | ... 그리고 이야기가 사실이든 아니든, 이야기가 호박 속으로 들어와서 (도시 이름)의 광장으로 나오기를 바랍니다. |
| 벵골어            | এক যে ছিল রাজা... (Eka ye chila rājā...) Êk je chilo raja... | 옛날 옛적에 한 왕이 살았는데... | আমার কথাটি ফুরোলো, নটে গাছটি মুড়োলো। (Āmāra kathāṭi phurolo, Naṭe gāchaṭi muṛolo) Amar kôthaṭi phurolo, Noṭe gachṭi muṛolo | 이야기는 끝났고 염소는 시금치를 먹었답니다. (염소는 소와 달리 약초의 뿌리를 먹으므로 염소가 시금치를 먹는다는 것은 비유적으로 무언가가 돌이킬 수 없게 끝났다는 것을 의미한다.) |
| 벵골어            | এক দেশে ছিল... (Eka deśe chila...) Êk deśe chilo... | 어떤 나라에는... | আমার কথাটি ফুরোলো, নটে গাছটি মুড়োলো। (Āmāra kathāṭi phurolo, Naṭe gāchaṭi muṛolo) Amar kôthaṭi phurolo, Noṭe gachṭi muṛolo | 이야기는 끝났고 염소는 시금치를 먹었답니다. (염소는 소와 달리 약초의 뿌리를 먹으므로 염소가 시금치를 먹는다는 것은 비유적으로 무언가가 돌이킬 수 없게 끝났다는 것을 의미한다.) |
| 브르타뉴어        | Ur wech e oa... | 옛날 옛적에... | ...hag e vevjont eürus asambles hag o devoe kalz a vugale. | ...그리고 그들은 행복하게 살았고 많은 아이들을 낳았답니다. |
| 불가리아어        | Имало едно време... (Imalo edno vreme...) | 옛날 옛적에... | ...и заживели щастливо до края на дните си (...i zazhiveli shtastlivo do kraya na dnite si) | ...그리고 그들은 영원히 행복하게 살았답니다. |
| 불가리아어        | Имало едно време... (Imalo edno vreme...) | 옛날 옛적에... | ...и три дни яли, пили и се веселили (...i tri dni yali, pili i se veselili) | ...그리고 그들은 사흘 동안 먹고, 마시고, 즐거운 시간을 보냈답니다. |
| 카탈루냐어        | Hi havia una vegada... | 옛날에... | Vet aquí un gat, vet aquí un gos, aquest conte ja s'ha fos. I vet aquí un gos, vet aquí un gat, aquest conte s'ha acabat. | 여기 고양이가 있고, 여기 개가 있고, 이 이야기는 이미 끝났답니다. |
| 카탈루냐어        | Temps era temps... | 시간과 시간을 넘어... | I van ser feliços i van menjar anissos. | 그리고 그들은 행복했고 사탕을 먹었답니다. |
| 카탈루냐어        | Això era i no era... | 이것은 있었고, 없었습니다... | I conte contat, conte acabat | 이야기는 전해졌고, 마침내 끝났답니다. |
| 카탈루냐어        | Això va anar i era... | 이야기는 진행되었고 그리고... | I visqueren molts anys de molta felicitat. | 그리고 그들은 오랫동안 행복하게 살았답니다. |
| 카탈루냐어        | Això va passar en aquells temps antics | 이야기는 고대에 일어났습니다. | Van ser molt feliços, tingueren molts fills i encara viurien si no s'hagueren mort | 그들은 매우 행복했고, 많은 아이들을 낳았으며, 죽지 않았다면 아직도 살 수 있었을 것이랍니다. |
| 중국어            | 정체자: 很久很久以前 간체자: 很久很久以前 한어병음: Hěnjiǔ hěnjiǔ yǐqián 從前 从前 Cóngqián | 아주 아주 먼 옛날에... 옛날 옛적에... | 정체자: 從此，他們過著幸福快樂的日子 간체자: 从此，他们过着幸福快乐的日子 한어병음: Cóngcǐ, tāmenguòzhe xìngfú kuàilè de rìzi | ... 그리고 그들은 행복하게 살았답니다. |
| 한문              | 昔者 Xīzhě | 고대에... | | |
| 크로아티아어      | Bio jednom jedan... | 옛날에는... | ...i živjeli su sretno do kraja života. | ...그리고 그들은 평생 행복하게 살았답니다. |
| 체코어            | Bylo nebylo, ... | 그것은 있었고, 없었습니다... | ... a žili šťastně až do smrti. | ...그리고 그들은 죽을 때까지 행복하게 살았답니다. |
| 체코어            | Byl jednou jeden... | 옛날 옛적에... | ...a jestli neumřeli, žijí tam dodnes. | ...그리고 그들이 죽지 않았다면 아직도 살 수 있었을 것이랍니다. |
| 체코어            | Za sedmero horami a sedmero řekami... | 일곱 개의 산과 일곱 개의 바다를 넘어... | Zazvonil zvonec a pohádky je konec. | 종이 울리고 이야기는 끝났답니다. |
| 덴마크어          | Der var engang... | 옛날에에... | Og de levede lykkeligt til deres dages ende. | ...그리고 그들은 마지막 날까지 행복하게 살았답니다. |
| 덴마크어          | Engang for længe siden... | 옛날 옛적에... | Og hvis de ikke er døde, lever de endnu. | ...그리고 그들이 죽지 않았다면 아직도 살 수 있었을 것이랍니다. |
| 네덜란드어        | Er was eens... | 옛날에... | ... en ze leefden nog lang en gelukkig. | ...그리고 그들은 오랫동안 행복하게 살았답니다. |
| 네덜란드어        | | | En toen kwam er een olifant met een hele lange snuit en die blies het verhaaltje uit. | 그리고 매우 긴 코를 가진 코끼리가 나타나 이야기를 끝내버렸답니다. |
| 에스페란토        | Iam estis... | 옛날에는... | La mizero finiĝis kaj ili ĝoje vivis kune. | 그들의 비참함은 끝났고 그들은 함께 행복하게 살았습니다. |
| 에스페란토        | En tempo jam de longe pasinta, kiam efikis ankoraŭ sorĉado…. | 오래전, 주문을 외우는 것이 통했던 시절에... | Nenio mankis en ilia feliĉo ĝis la morto. | 그들이 죽을 때까지 그들의 행복에는 아무것도 부족함이 없었답니다. |
| 에스토니아어      | Elasid kord... | 옛날에 어떤 사람이 살았는데... | ... ja nad elasid õnnelikult elu lõpuni. | ...그리고 그들은 평생 행복하게 살았답니다. |
| 에스토니아어      | Seitsme maa ja mere taga elas kord... | 일곱 개의 산과 일곱 개의 바다를 넘어... | ...ja kui nad surnud ei ole, siis elavad nad õnnelikult edasi | ...그리고 그들이 죽지 않았다면 아직도 살 수 있었을 것이랍니다. |
| 페로어            | Einaferð var tað... | 옛날에는... | Og tey livdu lukkuliga allar teirra dagar. | 그리고 그들은 평생 행복하게 살았답니다. |
| 페로어            | | | snip, snap, snúti, so var søgan úti. | 잘라내고, 찰칵, 코를 움켜쥐고, 이야기는 끝났답니다. |
| 필리핀어          | Noong unang panahon... | 태초에... | At sila'y namuhay nang mapayapa at masagana. | 그들은 평화롭고 번영하게 살았답니다. |
| 필리핀어          | | | Wakas. | 끝. |
| 핀란드어          | Olipa kerran... | 옛날에는... | Ja he elivät onnellisina elämänsä loppuun saakka. | 그리고 그들은 평생 행복하게 살았답니다. |
| 핀란드어          | | | Sen pituinen se. | 이야기는 이 정도랍니다. |
| 프랑스어          | Il était une fois... | 한때는... | ...et ils vécurent heureux et eurent beaucoup d'enfants | ...그리고 그들은 행복하게 살았고 많은 아이들을 낳았답니다. |
| 프랑스어          | | | ...et ils vécurent heureux jusqu'à la fin des temps | ...그리고 그들은 세상이 끝나는 날까지 행복하게 살았답니다. |
| 갈리시아어        | Houbo unha vez... | 옛날에는... | E acaba este conto con pan e pementos e todos contentos. | 이 이야기는 빵과 고추로 끝났고 우리는 모두 행복졌답니다. |
| 갈리시아어        | Isto era unha vez... | 옛날에는... | E con “esto” unha vella fixo un cesto. | 그리고 한 노파는 이것으로 바구니를 만들었답니다. |
| 갈리시아어        | El era unha vez... | 옛날에는... | E colorín colorado este conto está contado. | 그리고 빨간머리, 빨간머리, 이 이야기는 끝났어요. |
| 독일어            | Es war einmal... | 옛날에는... | ...und wenn sie nicht gestorben sind, dann leben sie noch heute. | ...그리고 그들이 죽지 않았다면 아직도 살 수 있었을 것이랍니다. |
| 독일어            | In den alten Zeiten, als das Wünschen noch geholfen hat | 아직도 무언가를 바라는 것이 도움이 되던 시절에는... | ...und sie lebten glücklich und zufrieden bis ans Ende ihrer Tage. | ...그리고 그들은 세상이 끝나는 날까지 행복하게 살았답니다. |
| 조지아어          | იყო და არა იყო რა, იყო... (iq̇o da ara iq̇o ra, iq̇o...) | 일어나는 일도 있고, 일어나지 않는 일도 있답니다... | ჭირი – იქა, ლხინი – აქა, ქატო – იქა, ფქვილი – აქა (Čiri – ik′a, lxini – ak′a, k′at′o – ik′a, p′k′vili – ak′a) | 저기는 재앙이고, 여기는 잔치이고... 저기는 겨이고, 여기는 밀가루이고... |
| 그마이어          | 불명 | (이야기꾼이 노래하듯 말한다) "이야기, 이야기." 아이들은 "이야기"라고 대답한다. 옛날 옛적에... / 우리 조상들의 시대에 / 남자들은 남자였고 여자들은 부엌을 지켰답니다. | Tamtis noe lat / dok ba muaan yi wa | 내 이야기는 끝났고, 다시 집으로 돌아왔답니다. |
| 고대 그리스어     | Ἦν γάρ ποτε χρόνος (Ēn gar pote chronos) | 옛날에는... | | |
| 그리스어          | μια φορά κι έναν καιρό... (mia forá ki énan keró...) | 옛날 옛적에... | ...και ζήσανε αυτοί καλά και εμείς καλύτερα. (...ke zísane aftí kalá ke emís kalítera) | 그리고 그들은 잘 살았고, 우리는 더 잘 살았답니다. |
| 과라니어          | Oiko va'ekue petei... | 옛날에 ~가 있었는데... | Heta ara rire otopa tembiapo ha upei rire oiko porã vy'apope | 며칠 후 그는 일자리를 찾아 그의 삶은 바뀌었고, 그는 정말로 행복했답니다. |
| 구자라트어        | ઘણાં વર્ષો પહેલાંની વાત છે (Ghaṇã varṣō pahelãnī vāta che) | 이는 수년 전의 이야기랍니다. | 불명 | 불명 |
| 구자라트어        | એક જમાનામાં... (Eka jamānāmã...) | 어느 시대에... | 불명 | 불명 |
| 구자라트어        | વર્ષો પહેલાં... (Varṣō pahelã...) | 여러 해 전에... | 불명 | 불명 |
| 히브리어          | הָיֹה הָיָה פעם (Hayoh hayah pa'am...) | 옛날에는... | והם חיו באושר ועושר עד עצם היום הזה (Ve'hem ẖayu be'osher va'osher ad etzem hayom hazeh) | 그리고 그들은 오늘날까지도 행복하고 부유하게 살았답니다. |
| 히브리어          | הָיֹה הָיוּ פעם (Hayo hayu pa'am...) | 옛날에는... | | |
| 힌디어            | किसी ज़माने में (Kisī zamāne meṃ) | 어느 시대에... | 불명 | 불명 |
| 힌디어            | बहुत पुरानी बात है (Bahuta purānī bāta hai) | 오래된 이야기인데... | | |
| 헝가리어          | Egyszer volt, hol nem volt, volt egyszer egy... | 옛날에는 없었던 곳에... | Itt a vége, fuss el véle! | 이게 끝이다. 이걸로 도망가라! |
| 헝가리어          | ... Hetedhétországon is túl, az Óperenciás tengeren is túl, az üveghegyeken is túl, hol a kurtafarkú malac túr | 일곱 개의 나라와 오르펜시아의 바다를 건너, 꼬리가 말린 돼지들이 자리잡은 유리의 산맥 너머에... | | |
| 헝가리어          | | | Boldogan éltek, amíg meg nem Haltak. | 그들은 죽을 때까지 행복하게 살았답니다. |
| 헝가리어          | Aki nem hiszi, járjon utána! | 믿지 않는 사람은 검증해 보아라! | | |
| 아이슬란드어      | Einu sinni fyrir langa löngu... | 옛날 옛적에... | Og þau lifðu hamingjusöm til æviloka | 그리고 그들은 남은 생애 동안 행복하게 살았답니다. |
| 아이슬란드어      | Einu sinni var... | 옛날에는... | Köttur úti í mýri, setti upp á sér stýrið og úti er ævintýrið | 늪 속의 고양이가 꼬리를 세우고 이야기는 끝났답니다. |
| 아이슬란드어      | | | Köttur úti í mýri, setti upp á sér stýri, úti er ævintýri | 늪 속의 고양이가 꼬리를 들어올리자 모험은 끝났답니다. |
| 인도네시아어      | Pada zaman dahulu kala... | 옛날 옛적에... | Dan mereka hidup bahagia selama-lamanya. | 그리고 그들은 행복하게 살았답니다. |
| 이라쿠어          | tokaro-yâ | 옛날 옛적에 | 불명 | 불명 |
| 이라쿠어          | In oral literature: Kar aníng te-'ée' to-ká a inhláw ar aakó doo-rén ni alki'-a i tí | 나는 아버지께서 저에게 하신 말씀을 기억한답니다. | 불명 | 불명 |
| 아일랜드어        | Fadó, fadó in Éirinn... | 옛날 옛적 아일랜드에서... | | |
| 아일랜드어        | Bhí ann fadó agus fadó a bhí. Dá mbeithinnse an uair sin ann ní bheithinn anois ann. Ach mar tá mé tá scéal beag amháin agam. Mar tá sé agamsa inniu go mba seacht míle fearr a bheas sé agatsa amáireach. Nár chaille tú leis ach péire dho na clárfhiaclaí, cúig cinn dho na cúilfhiaclaí agus stiall bhreá dhon charbad. | 아주 오래전 일이었습니다. 만약 제가 그때 거기에 있었다면 지금 여기 있지 않았을 겁니다. 하지만 지금의 저에겐 작은 이야기가 하나 있습니다. 오늘 제가 가진 것처럼, 내일 당신의 삶이 칠천 배는 더 나아지기를 바랍니다. 그로 인해 앞니 두 개, 저미는 기구 다섯 개, 그리고 잇몸 한 조각만이라도 잃어버리기를 바랍니다. | Ghabh siadsan an t-áth, agus ghabh mise an clochán. Báthadh iadsan agus tháinig mise. Níor thug siad dom ach brógaí páipéir agus bainne reamhair! | 그들은 여울을 지나갔고, 나는 징검다리를 지나갔습니다. 그들은 익사했고 나는 살아남았다. 그들은 내게 종이 신발과 기름진 우유만 주었답니다! |
| 이탈리아어        | C'era una volta... | 옛날에는... | E vissero felici e contenti. | 그들은 행복하고 만족스럽게 살았답니다. |
| 일본어            | 昔々, むかしむかし (Mukashi mukashi) | 옛날 옛적에... | 愛でたしい愛でたし, めでたしめでたし (Medetashi medetashi) | 즐거운 사랑이었답니다. |
| 칸나다어          | Ondanondu kaaladalli... | 옛날 옛적에... | 불명 | 불명 |
| 카자흐어          | Ерте ерте ертеде, ешкі жүні бөртеде (erte erte ertede, eshki zhuni bortede) | 아주 오래전, 염소 털이 회색이었던 시절에 | | |
| 흐로키압스어      | χnɑ χnɑ | 옛날 옛적에 | ɳæn χbi nə yoɯ | 이야기는 끝났답니다. |
| 흐로키압스어      | | | næ xhɛ pəjær | 재밌었나요? |
| 한국어            | 옛날 옛적에... (Yet-nal Yet-jeok-e...) | 옛날 옛적에... | 그리고 행복하게 살았답니다 (Geurigo haeng-bok ha-gae sal-at damnida) | 그리고 행복하게 살았답니다. |
| 한국어            | 호랑이 담배 피우던 시절에... (holang-i dambae piudeon sijeol-e...) | 호랑이가 담배 피우던 시절에... | | |
| 코티어            | Rakú z'éepo waarí-vó oswááipu nwúlw'eéne saána | 아주 오래전, 위대한 우정이 있었답니다. | Unknown | Unknown |
| 쿠르드어          | Hebû nebû,...hebû ھەبوو نەبوو (ڕۆژێ لە ڕۆژان) | 한때는 있었고, 지금은 없고, 지금은 있던... | Çîroka min çû diyaran, rehmet li dê û bavê guhdaran. | 내 이야기는 다른 집으로 전해지니, 듣는 이의 어머니와 아버지께 신의 가호가 함께 하기를. |
| 키르기스어        | илгери-илгери... (ilgeri-ilgeri...) | 옛날 옛적에... | Unknown | Unknown |
| 라디노어          | Avia de ser... | 옛날에는... | Unknown | Unknown |
| 라틴어            | Olim... | 옛날 옛적에... | Unknown | Unknown |
| 라트비아어        | Reiz sen senos laikos... | 옛날 옛적에... | Unknown | Unknown |
| 리투아니아어      | Vieną kartą... | 옛날 옛적에 | | |
| 리투아니아어      | Už devynių jūrų, už devynių marių... | 아홉 개의 바다와 아홉 개의 석호 너머... | Ir aš ten buvau, alų midų gėriau, per barzdą varvėjo, burnoj neturėjau | 내가 바로 그곳에서 벌꿀술을 마시며 있었으니, 술은 내 입으로 들어가지 못하고 수염에만 흘러내렸답니다. |
| 리투아니아어      | Kartą seniai, seniai... | 옛날 옛적에 | | |
| 리투아니아어      | Buvo nebuvo... | 있었고, 없었는데... | | |
| 룩셈부르크어      | Et war eemol... (old orthography: Et wor eemol...) | 옛날에는... | An wann se net gestuerwen sin, dann liewen se nach haut | ...그리고 그들이 죽지 않았다면 아직도 살 수 있었을 것이랍니다. |
| 마케도니아어      | Си беше еднаш... (Si beshe ednash...) | 옛날 옛적에... | 불명 | 불명 |
| 말라얄람어        | Pandu oridathu... | 오래전 어느 곳에서... | 불명 | 불명 |
| 말레이어          | Pada zaman dahulu... | 옛날 옛적에 | Mereka hidup bahagia selama-lamanya. | 그들은 행복하게 살았답니다. |
| 마라티어          | कोणे एके काळी... (kone eke kaali...) | 아주 오래전에... | आणि ते सुखाने राहू लागले (aani te sukhane raahu laagle) | 그리고 그들은 행복하게 살았답니다. |
| 로굴리어          | Mmadikhu ga khaare | 옛날에는 | 불명 | 불명 |
| 몰타어            | Darba, fost l-oħrajn... | 옛날 옛적에... | U għexu henjin u kuntenti għal dejjem | 그리고 그들은 그 이후로 행복하고 만족스럽게 살았답니다. |
| 네팔어            | एका देशमा (eka desh ma) | 어느 나라에 가면... | सुन्नेलाई सुनको माला, भन्नेलाई फूलको माला, यो कथा वैकुण्ठ जाला, फेरि भन्ने बेला तात्ततै आइजाला (Sunne lai sunako mala, bhanne lai phoolako mala, yo katha Vaikuntha jaala, pheri bhanne bela tattatai aaijaala) | 당신에게는 황금빛 화환이, 나에게는 꽃빛 화환이 되리라. 이 이야기는 비슈누의 거처로 가서, 다음 이의 입술에 뜨겁게 돌아와야 할 것이다. |
| 노르웨이어        | Det var en gang... | 옛날에는... | Og så levde de lykkelige alle sine dager | 그리고 그들은 남은 생애를 행복하게 살았답니다. |
| 노르웨이어        | | | Og er de ikke døde, så lever de ennå. | ...그리고 그들이 죽지 않았다면 아직도 살 수 있었을 것이랍니다. |
| 노르웨이어        | Snipp, snapp, snute, så er eventyret ute. | 잘라내고, 찰칵, 코를 움켜쥐고, 이야기는 끝났답니다. | | |
| 오크어            | Un còp èra... | 한때는... | | |
| 파슈토어          | داسي کار وو چي (Daasi kaar wo che) | 이런 작품이 있었는데... | Bas | 끝. |
| 파슈토어          | داسي چل وو چي (Daasi chal wo che) | 이런 작품이 있었는데... | Bas | 끝. |
| 페르시아어        | ... ،روزی، روزگاری Ruzi, ruzgāri, ... | 언젠가, 언젠가... | ،به پایان آمد این دفتر .حکایت همچنان باقیستBe pāyān āmad in daftar, hekāyat hamčenān bāqist. | 이 책은 끝났지만, 이야기는 아직 남았답니다. |
| 페르시아어        | ... ،یکی بود، یکی نبود Yeki bud, yeki nabud, ... | 누군가는 그랬지만, 누군가는 그렇지 않았고... | ،قصه‌ی ما به سر رسید .کلاغه به خونش نرسید Qesse ye mā be sar resid, kalāqe be xunaš naresid. | 우리의 이야기는 끝났지만, 까마귀는 아직 집에 도착하지 않았답니다. |
| 폴란드어          | (Dawno, dawno temu,) za siedmioma górami, za siedmioma lasami... | (아주 먼 옛날에) 일곱 개의 산과 일곱 개의 숲 너머에서... | ...i żyli długo i szczęśliwie. | ...그리고 그들은 오랫동안 행복하게 살았답니다. |
| 폴란드어          | Za siedmioma górami, za siedmioma rzekami... | 일곱 개의 산 너머, 일곱 개의 강 너머에서... | ...a ja tam byłem, miód i wino piłem. | ...그리고 나도 거기에 있었고, 미드와 와인을 마셨답니다. |
| 포르투갈어        | Era uma vez... | 옛날에는... | ...e viveram felizes para sempre | ...그리고 그들은 영원히 행복하게 살았답니다. |
| 창어              | Gver gver ngue du... | 아주 아주 먼 옛날... | 불명 | 불명 |
| 루마니아어        | A fost odată, ca niciodată că dacă n-ar fi fost, nu s-ar mai povesti... | 예전에는 있었습니다(전에는 없었습니다)... 없었다면 말할 수 없었을 것이랍니다. | ...şi au trăit fericiţi până la adânci bătrâneţi. | ...그리고 그들은 늙을 때까지 행복하게 살았답니다. |
| 러시아어          | Давным-давно (Davnym-davno) | 아주 아주 먼 옛날... | И жили они долго и счастливо (и умерли в один день). (I zhili oni dolgo i s-chastlivo (i umerli v odin den').) | ...그리고 그들은 오랫동안 행복하게 살았답니다. (그리고 같은 날에 눈을 감았답니다.) |
| 러시아어          | (В тридевятом царстве, в тридесятом государстве) Жил, был... ((V tridevyatom tsarstve, v tridesyatom gosudarstve) Zhil byl...) | (삼십 개의 나라에) 거기에 살았고, 있었고... | ... и стали они жить поживать, да добра наживать. (i stali oni zhit' pozhivat', da dobra nazhivat') | ...그리고 그들은 살아남아 번영했답니다. |
| 산스크리트어      | पुराकाले (Pūrākāle) | 고대에... | 불명 | 불명 |
| 산스크리트어      | कदाचित् (Kadācit) | 옛날 옛적에 | 불명 | 불명 |
| 스코트어          | In the days o lang syne | 옛날에 | 불명 | 불명 |
| 스코틀랜드 게일어 | Latha bha seo | 여기에 있었던 날에 | (agus sin fhathast mar a tha) chun an latha an diugh | 그리고 지금까지 그렇답니다. |
| 세르비아어        | Једном давно... (Jednom davno...); Некада давно... (Nekada davno...) | 옛날 옛적에... | ...и живеше сретно/срећно до краја живота. (...i živeše sretno/srećno do kraja života.) | ...그리고 그들은 남은 생동안 행복하게 살았답니다. |
| 세르비아어        | Била једном једна... (여성형: Bila jednom jedna) Био једном један... (남성형: Bio jednom jedan) Било једном једно... (중성형: Bilo jednom jedno) | 옛날 옛적에... | ...и живеше дуго и сретно/срећно. (...i živeše dugo i sretno/srećno.) | ...그리고 그들은 오랫동안 행복하게 살았답니다. |
| 쇼나어            | Paivapo... | 옛날 옛적에... | Ndopanoperera sarungano | 이야기의 끝이랍니다. |
| 슬로바키아어      | Kde bolo, tam bolo... | 그것이 있던 곳에, 그것이 있었답니다... | ...a žili spolu šťastne, až kým nepomreli. | ...그리고 그들은 죽을 때까지 행복하게 살았답니다. |
| 슬로바키아어      | Za horami, za dolami... | 언덕 넘어, 계곡 넘어... | ...a žili spolu šťastne až do smrti. | ...그리고 그들은 죽을 때까지 행복하게 살았답니다. |
| 슬로바키아어      | Za siedmimi horami a za siedmimi dolinami... | 일곱 개의 산과 일곱 개의 계곡 너머에... | ...a pokiaľ nepomreli, žijú šťastne dodnes. | ...그리고 그들이 죽지 않았다면 아직도 살 수 있었을 것이랍니다. |
| 슬로바키아어      | Tam, kde sa voda sypala a piesok sa lial... | 물이 뿌려지고 모래가 쏟아지던 곳에... | Zazvonil zvonec a rozprávke je koniec. | 종이 울리고 이야기는 끝났답니다. |
| 슬로바키아어      | Bol raz jeden... | 옛날에는... | | |
| 슬로베니아어      | Pred davnimi časi... | 오래전에... | ...in živela sta srečno do konca svojih dni. | ...그리고 그들은 둘 다 삶의 마지막까지 행복하게 살았답니다. |
| 슬로베니아어      | Nekoč je bil(a)/živel(a)... | 옛날 옛적에 ...이 있었습니다... | ...in živeli so srečno do konca svojih dni. | ...그리고 그들은 모두 삶의 마지막까지 행복하게 살았답니다. |
| 소말리어          | Sheeko, sheeko, sheeko xariir... | 이야기, 이야기, 비단에 관한 이야기... | | |
| 스페인어          | Érase una vez... | 옛날에는... | ...y vivieron felices y comieron perdices. | ...그리고 그들은 행복하게 살았고 메추라기를 먹었답니다. |
| 스페인어          | Había una vez... | 옛날에는... | ...y colorín, colorado, este cuento se ha acabado. | 그리고 빨간머리, 빨간머리, 이 이야기는 끝났어요. |
| 스와힐리어        | Hapo zamani za kale... | 오래전에 | 불명 | 불명 |
| 스웨덴어          | Det var en gång... | 옛날에는... | ...och så levde de lyckliga i alla sina dagar. | ...그리고 그들은 평생 행복하게 살았답니다. |
| 스웨덴어          | En gång för länge sedan... | 옛날 옛적에... | Snipp snapp snut, så var sagan slut | 잘라내고, 찰칵, 코를 움켜쥐고, 이야기는 끝났답니다. |
| 타갈로그어        | Noóng unang panahón... | 옛날로 돌아가서... | At sila'y nabuhay nang masaya | 그리고 그들은 행복하게 살았답니다. |
| 타밀어            | முன்னொரு காலத்திலே... (Muḷḷoru kālattilē...) | 오래전 어느때에 | Subham | 끝. |
| 텔루구어          | అనగనగా ఒక రోజు... (anaganagā oka rōju) | 옛날 옛적에... | Subham/ Kadha Kanchi ki | 끝. |
| 태국어            | กาลครั้งหนึ่งนานมาแล้ว (gaan kráng nèung naan maa láew) | 옛날 옛적에 | แล้วทุกคนก็อยู่ด้วยกันอย่างมีความสุขตลอดไป (láew túk kon gôr yòo dûay gan yàang mee kwaam sùk dtà-lòt bpai) | ...그리고 그들은 행복하게 살았답니다. |
| 튀르키예어        | Bir varmış, bir yokmuş. Evvel zaman içinde, kalbur saman içinde, cinler cirit oynar iken eski hamam içinde, pireler berber [iken], develer tellal [iken], ben ninemin beşiğini tıngır mıngır sallar iken, uzak diyarların birinde...                                                                                        | 옛날에는 있었고, 지금은 없는 이야기. 아득히 먼 옛날, 건초더미가 체질을 하고, 지니가 낡은 목욕탕에서 제리드를 연주하고, 벼룩이 이발사가 되고, 낙타가 마을의 포고꾼이 되고, 내가 삐걱거리는 요람에서 아기 할머니를 살며시 흔들어 재웠던 시절, 아주 멀리, 아주 멀리 떨어진 이국적인 땅에...                         | Gökten üç elma düşmüş; biri onların, biri anlatanın, diğeri de dinleyenlerin başına. Onlar ermiş muradına, biz çıkalım kerevetine. 또는 Gökten üç elma düşmüş; birincisi, içindeki çocuğu yaşatmayı bilenlere, ikincisi, davranmadan önce dinleyip düşünenlere, üçüncüsü ise özündeki sevgiyi ve umudu hiç kaybetmeyenlere. Onlar ermiş muradına, biz çıkalım kerevetine. | 마지막으로, 하늘에서 세 개의 사과가 떨어졌습니다. 하나는 우리 이야기의 영웅들을 위한 것이고, 하나는 자신의 이야기를 들려준 사람을 위한 것이고, 또 하나는 듣고 함께 나누겠다고 약속한 사람들을 위한 것이었습니다. 그리고 이것으로 그들은 모두 마음속의 소망을 이루었습니다. 이제 우리는 일어나 그들의 왕좌에 안착할 것이랍니다. 또는 마지막으로, 하늘에서 세 개의 사과가 떨어졌습니다. 하나는 내면의 어린아이를 깨우는 법을 아는 이들을 위한 것이고, 하나는 행동하기 전에 듣고 생각하는 법을 아는 이들을 위한 것이고, 하나는 영혼 속의 사랑과 희망을 결코 잃지 않는 이들을 위한 것입니다. 그리고 이것으로 그들은 모두 마음의 소원을 이루었습니다. 이제 우리는 일어나 왕좌에 앉을 차례랍니다. |
| 우가리트어        | 불명 | 언제...그때 | 불명 | 불명 |
| 우크라이나어      | Давним-давно (Davnym-davno) | 아주 오래전에... | І жили вони довго і щасливо. (I zhyly vony dovho i shchaslyvo.) | ...그리고 그들은 오랫동안 행복하게 살았답니다. |
| 우크라이나어      | (В деякому царстві, у деякій державі) жив-був... ((V deyakomu tsarstvi, u deyakiy derzhavi) zhyv-buv...) | (어떤 왕국의 어떤 땅에) 살고 있던 사람이 있었습니다... | | |
| 우르두어          | ایک دفعہ کا ذکر ہے۔۔۔ (Ek dafa ka zikar hai...) بہت بہت سال پہلے۔۔۔ (Bohut bohut sal pehle...) | 옛날 옛적에... 아주 오래 전에... | 불명 | 불명 |
| 베트남어          | Ngày xửa ngày xưa... | 아주 오래전... | ...và họ sống hạnh phúc mãi mãi về sau | ...그리고 그들은 행복하게 살았답니다. |
| 이디시어          | אַמאָל איז געווען אַ מעשׂה (Amol iz geven a mayse) | 옛날에 이런 이야기가 있었답니다. | | |
| 웨일스어          | Amser maith yn ôl... | 오래전에... | 불명 | 불명 |

## 대중 매체별 목록
| 작품                    | 서두                                                          | 의미                                            |
| ----------------------- | ------------------------------------------------------------- | ----------------------------------------------- |
| 두 도시 이야기          | It was the best of times, it was the worst of times...        | 최고의 시대이자 최악의 시대였다...              |
| American Pie            | A long, long time ago...                                      | 아주 오래 전에...                               |
| 스타워즈 시리즈         | A long time ago in a galaxy far, far away....                 | 오래 전 멀고 먼 은하계에...                     |
| 인투 더 우즈            | Once upon a time.                                             | 옛날 옛적에.                                    |
| 언더 원 루프            | Long before your time, in the southern province of China ...  | 당신이 태어나기 오래 전, 중국 남쪽에서...       |
| 스콧 필그림             | Not so long ago, in the mysterious land of Toronto, Canada.   | 얼마 전, 캐나다 토론토의 신비로운 땅에서.       |
| 미스터리 과학 극장 3000 | In the not-too-distant future ... next Sunday, A.D            | 아직 멀지 않은 미래에... 기원후 다음 주 일요일. |
| 바이오니클              | In the time before time...                                    | 시간이 시작되기 전의 시간에...                  |
| 닌자고                  | Long before time had a name...                                | 시간이 이름을 가지기 전에...                    |
| 마법사 멀린             | In a land of myth, and a time of magic...                     | 신화의 땅, 마법사의 시대에...                   |
| 엔진 아이비             | Not so very long ago, in the top left-hand corner of Wales... | 얼마 전, 웨일즈의 왼쪽 상단 구석에서...         |

## 같이 보기
- 끝이 좋으면 다 좋아
- 해피 엔딩

1. ↑  “পাতা:বিচিত্র প্রবন্ধ-রবীন্দ্রনাথ ঠাকুর.pdf/৬৩ - উইকিসংকলন একটি মুক্ত পাঠাগার” (PDF). 《bn.wikisource.org》 (벵골어). 2024년 5월 18일에 확인함.
2. ↑  Madrid, Anthony (2018년 5월 23일). “"Once Upon a Time" and Other Formulaic Folktale Flourishes”. The Paris Review.
3. ↑  “Они жили долго и счастливо и умерли в один день - Dslov.ru”. 《dslov.ru》 (러시아어). 2019년 1월 6일에 확인함.
4. ↑  “Жить поживать да добра наживать - Dslov.ru”. 《Dslov.ru》 (러시아어). 2019년 1월 6일에 확인함.